# Liga Mayor (Uruguay)
La Liga Mayor fue un torneo oficial de fútbol organizado por la Asociación Uruguaya de Fútbol, disputado en 4 oportunidades, desde 1975 hasta 1978. Se jugaba a una rueda todos contra todos; los primeros ocho clasificados disputaban una segunda rueda, cuyos seis mejores puntuados clasificaban a la Liguilla Pre-Libertadores de América. Una combinación de los puntajes obtenidos entre el Campeonato Uruguayo, la Liga Mayor, y la propia Liguilla determinaba los clasificados a la siguiente Copa Libertadores.
En sus tres primeras ediciones participaron solamente los equipos de la Primera División, mientras que para la de 1978 fueron invitados a participar los cuatro semifinalistas del Campeonato de Clubes Campeones del Interior. En esta última edición se produjo un empate triple en el primer puesto entre Peñarol, Defensor y Huracán Buceo, que originó a una polémica. Los violetas contaban con una mayor diferencia de goles, mientras que los manyas tenían más goles a favor. Defensor propuso disputar un partido de desempate, pero la AUF desestimó su pedido y declaró campeón a Peñarol.

## Campeones
| Año  | Campeón  | Final | Subcampeón |
| ---- | -------- | ----- | ---------- |
| 1975 | Nacional | Liga  | Liverpool  |
| 1976 | Nacional | Liga  | Peñarol    |
| 1977 | Nacional | Liga  | Peñarol    |
| 1978 | Peñarol  | Liga  | Defensor   |

### Títulos por equipo
| Equipo    | Títulos | Subtítulos | Años campeón     | Años subcampeón |
| --------- | ------- | ---------- | ---------------- | --------------- |
| Nacional  | 3       | –          | 1975, 1976, 1977 | –               |
| Peñarol   | 1       | 2          | 1978             | 1976, 1977      |
| Liverpool | –       | 1          | –                | 1975            |
| Defensor  | –       | 1          | –                | 1978            |